# Corning (Californie)
Pour les articles homonymes, voir Corning.
Corning est une municipalité américaine du comté de Tehama, en Californie. Sa population était de 6 741 habitants au recensement de 2000.

## Démographie
| 1890 | 1910 | 1920  | 1930  | 1940  | 1950  |
| ---- | ---- | ----- | ----- | ----- | ----- |
| 210  | 972  | 1 449 | 1 377 | 1 472 | 2 537 |

| 1960  | 1970  | 1980  | 1990  | 2000  | 2010  |
| ----- | ----- | ----- | ----- | ----- | ----- |
| 3 006 | 3 573 | 4 745 | 5 870 | 6 741 | 7 663 |